# Peter Dyckhoff
Peter Dyckhoff (* 19. August 1937 in Rheine) ist ein römisch-katholischer Priester, Psychologe, Autor und Exerzitienleiter. Sein Spezialgebiet und Lebensaufgabe ist die Erforschung und Anwendung des Ruhegebets, das vom Wüstenvater Johannes Cassianus erstmals schriftlich festgehalten wurde.

## Leben
Peter Dyckhoff wurde 1937 in Rheine als Kind von Rudolf und Marie-Charlotte Dyckhoff geboren. Seine Eltern gründeten 1948 eine Zwirnweberei, aus der später die heute noch existierende Dyckhoff Frottier GmbH (Rheine) hervorging. Nach dem Abitur begann Peter Dyckhoff an der Hochschule der Jesuiten St. Georgen in Frankfurt a. M. mit dem Studium der katholischen Theologie, bis er nach einem Sturz wochenlang im Koma lag. Nunmehr absolvierte er ein Studium der Psychologie. Als 1964 sein Vater bei einem Autounfall ums Leben kam, übernahm Peter Dyckhoff mit 28 Jahren die Geschäftsführung des elterlichen Unternehmens mit etwa 250 Angestellten. Zwölf Jahre hielt er diese Tätigkeit durch, wobei ihn der berufliche Erfolgszwang in eine Alkohol- und Medikamentenabhängigkeit brachte. Bei seiner Suche nach Abhilfe stieß er auch zur Transzendentalen Meditation, die ihn jedoch nicht befriedigte. Ein Pfarrer führte Dyckhoff schließlich zum inneren Gebet und damit wieder zurück zur katholischen Kirche.
Peter Dyckhoff gab die Leitung des Unternehmens an einen angestellten Geschäftsführer ab und begann mit 40 Jahren erneut das Studium der Theologie an den Universitäten Münster, Innsbruck und Brixen, wo er 1981 zum Priester geweiht wurde. 1982 wurde er Wallfahrts- und Krankenhausseelsorger im niederrheinischen Marienwallfahrtsort Kevelaer. Danach kam Peter Dyckhoff als Gemeindepfarrer in das Bistum Hildesheim, wo er 1989 den Aufbau und die Leitung der bischöflichen Bildungsstätte „Haus Cassian“ in Rohdental im Weserbergland übernahm. Danach kehrte er 1999 in seine Heimatdiözese Münster zurück und widmet sich seither verschiedenen pastoralen Aufgaben. Geprägt wurde Dyckhoff durch seinen langjährigen geistlichen Begleiter Johannes Bours.
Peter Dyckhoff promovierte 2006 in Theologie (im Fach Dogmatik) zum Thema Gebet als Quelle des Lebens. Systematisch-theologische Untersuchung des Ruhegebetes, ausgehend von Johannes Cassian. Er hatte sich außerstande gesehen, die Ehrendoktorwürde der Theologischen Hochschule Vallendar anzunehmen, ohne eine wissenschaftliche Arbeit verfasst zu haben.
Seine Erfahrungen als Leiter von Exerzitienkursen gibt er als Autor mehrerer Bücher und zahlreicher Publikationen zur christlichen Gebets-, Meditations- und Exerzitienpraxis an seine Leser weiter. Darüber hinaus ist Dyckhoff als Referent und Exerzitienleiter in zahlreichen Bildungseinrichtungen tätig.
Dyckhoff gilt als der bedeutendste geistliche Begleiter im 21. Jahrhundert für das Ruhegebet und ist ein Experte für die Spiritualität des Johannes Cassian. 2013 gründete er die Stiftung Ruhegebet, um das Ruhegebet im Sinne Cassians bekannter zu machen und es durch Kurse sowie die Ausbildung von Kursleitern zu fördern.
Er versteht dieses Gebet als Hör- und Empfangsbereitschaft, um eine tiefere Ahnung von der Wirklichkeit, dem Frieden und der Liebe Gottes zu erhalten. Seine Schriften rund um das Gebet, die Beziehung zu Gott und das geistliche Leben fanden weithin Beachtung und wurden teilweise in mehrere Sprachen übersetzt, so ins Italienische, Französische, Spanische und Slowenische.

## Veröffentlichungen (Auswahl)
- Das Ruhegebet. Einübung nach Cassian, Kösel-Verlag, München 1992.
  - La preghiera della quiete. Alla scuola di Giovanni Cassiano, Neri Pozza, Vicenza 1995.
  - Smirujuca Molitva. Vjezbanje po Kasijanu, U Pravi Trenutak, Dakovo 1996.
  - Aux sources de la Paix Intérieure. La meditation selon Cassien, Éditions Brepols, Paris 1996.
- Das Kosmische Gebet. Einübung nach Origenes, Kösel, München 1994, ISBN 3-466-20386-4.
  - La preghiera della cosmica. Alla scuola di Origene, Neri Pozza, Vicenza 1995.
  - Kozmicka Molitva. Vjezbanje po Origenu, U Pravi Trenutak, Dakovo 1996.
- Das Mystische Gebet. Einübung nach Dionysius, Kösel-Verlag, München 1996.
- Himmlische Gedanken. Die Kraft mystischer Weisheit, Vorwort vom Bischof Josef Homeyer, mit Bildern aus dem Albani-Kodex; Kösel, München 1996, ISBN 3-466-20413-5.
- Albani. Das unerhörte Abenteuer, J. F. Steinkopf Verlag, Kiel 1998; Fischer Taschenbuch Verlag, Frankfurt 2000; Historischer Roman, Scherz Taschenbuchverlag, Frankfurt 2004.
- Finde den Weg. Geistliche Wegweisung nach Miguel de Molinos, Don Bosco Verlag, München 1999.
- Aus der Quelle schöpfen. Das innerliche Gebet nach Teresa von Avila,  Verlag Don Bosco, München 2000, ISBN 3-7698-1265-4.
- Gott spricht zur Seele. Auszüge aus der Geistlichen Weisung, Miguel de Molinos, Johannes-Verlag, Leutesdorf 2001.
- Tiefer als der Ozean. Fragen des Lebens und die Weisheit der Wüste, Verlag Don Bosco, München 2002, ISBN 3-7698-1365-0.
- Gibt es für Christen Erleuchtung? Verlag Don Bosco, München 2003.
- Auf dem Weg in die Nachfolge Christi. Geistlich leben nach Thomas von Kempen, Verlag Herder, Freiburg im Breisgau 2004, ISBN 978-3-451-28502-8; neue Auflage: Benno Verlag, Leipzig 2019.
  - Seguir a Jesús con Tomás de Kempis, La Imitación de Christo, Ediciones Mensajero, Bilbao 2015.
- In der Stille vor dir. Gebete aus dem Geist großer christlicher Mystiker, Verlag Herder, Freiburg im Breisgau 2006, ISBN 978-3-451-29053-4.
- Gebet als Quelle des Lebens. Systematisch-theologische Untersuchung des Ruhegebetes ausgehend von Johannes Cassian, Verlag Don Bosco, München 2006, ISBN 978-3-7698-1604-4.
- Im Feuer deiner Liebe. Gebete auf dem Weg des Glaubens. Verlag Herder, Freiburg im Breisgau 2009, ISBN 978-3-451-32502-1.
- Sonnenuntergänge. Vom Abschied aus dieser Welt, Verlag Herder, Freiburg im Breisgau 2010, ISBN 978-3-451-33145-9.
- Das Ruhegebet einüben, Verlag Herder, Freiburg im Breisgau 2011, ISBN 978-3-451-32397-3.
  - Molitva Smirenja. Teovizija, Zagreb 2013.
  - La práctica de la oración de quietud, Sal Terrae, Santander 2013.
- Das Geistliche ABC nach Franziskus von Osuna, Verlag Herder, Freiburg im Breisgau 2018, ISBN 978-3-451-38051-8.
- Wolke des Nichtwissens. Eintauchen in geistliches Leben, Verlag Herder, Freiburg im Breisgau 2020.
- Ruhegebet – Fragen und Antworten, Verlag Herder, Freiburg im Breisgau 2021.
- Christophorus. Weg der Wandlung, fe-medienverlag, Kissleg 2023, ISBN 978-3-86357-393-5.